# Bacqueville
Bacqueville és un municipi francès situat al departament de l'Eure i a la regió de Normandia. L'any 2007 tenia 498 habitants.

## Demografia

### Població
El 2007 la població de fet de Bacqueville era de 498 persones. Hi havia 172 famílies, de les quals 28 eren unipersonals (8 homes vivint sols i 20 dones vivint soles), 56 parelles sense fills i 88 parelles amb fills.
La població ha evolucionat segons el següent gràfic:
Habitants censats

### Habitatges
El 2007 hi havia 211 habitatges, 176 eren l'habitatge principal de la família, 30 eren segones residències i 5 estaven desocupats. 210 eren cases i 1 era un apartament. Dels 176 habitatges principals, 157 estaven ocupats pels seus propietaris, 14 estaven llogats i ocupats pels llogaters i 5 estaven cedits a títol gratuït; 2 tenien una cambra, 6 en tenien dues, 16 en tenien tres, 57 en tenien quatre i 95 en tenien cinc o més. 137 habitatges disposaven pel capbaix d'una plaça de pàrquing. A 68 habitatges hi havia un automòbil i a 98 n'hi havia dos o més.

### Piràmide de població
La piràmide de població per edats i sexe el 2009 era:
| Homes | Edats   | Dones |
| ----- | ------- | ----- |
| 0     | 95 o +  | 4     |
| 0     | 90 a 94 | 0     |
| 0     | 85 a 89 | 0     |
| 0     | 80 a 84 | 0     |
| 0     | 75 a 79 | 4     |
| 8     | 70 a 74 | 0     |
| 12    | 65 a 69 | 8     |
| 8     | 60 a 64 | 8     |
| 12    | 55 a 59 | 12    |
| 16    | 50 a 54 | 20    |
| 28    | 45 a 49 | 4     |
| 16    | 40 a 44 | 40    |
| 4     | 35 a 39 | 16    |
| 12    | 30 a 34 | 4     |
| 12    | 25 a 29 | 4     |
| 12    | 20 a 24 | 16    |
| 28    | 15 a 19 | 16    |
| 24    | 10 a 14 | 8     |
| 4     | 5 a 9   | 20    |
| 8     | 0 a 4   | 16    |

## Economia
El 2007 la població en edat de treballar era de 328 persones, 246 eren actives i 82 eren inactives. De les 246 persones actives 229 estaven ocupades (124 homes i 105 dones) i 17 estaven aturades (9 homes i 8 dones). De les 82 persones inactives 25 estaven jubilades, 28 estaven estudiant i 29 estaven classificades com a «altres inactius».

### Ingressos
El 2009 a Bacqueville hi havia 191 unitats fiscals que integraven 546 persones, la mediana anual d'ingressos fiscals per persona era de 17.414,5 €.

### Activitats econòmiques
Dels 11 establiments que hi havia el 2007, 1 era d'una empresa de fabricació d'altres productes industrials, 3 d'empreses de construcció, 2 d'empreses de comerç i reparació d'automòbils, 1 d'una empresa de transport, 1 d'una empresa financera, 1 d'una empresa immobiliària i 2 d'empreses de serveis.
Dels 4 establiments de servei als particulars que hi havia el 2009, 1 era un guixaire pintor, 1 fusteria, 1 empresa de construcció i 1 agència immobiliària.
Els 2 establiments comercials que hi havia el 2009 eren botigues de roba.
L'any 2000 a Bacqueville hi havia 8 explotacions agrícoles.

## Equipaments sanitaris i escolars
El 2009 hi havia una escola elemental integrada dins d'un grup escolar amb les comunes properes formant una escola dispersa.

## Poblacions més properes
El següent diagrama mostra les poblacions més properes.